# Primera Liga Soviética
La Primera Liga Soviética (en ruso: Первая лига СССР по футболу, Pervaya liga SSSR po futbolu), también conocida como Pervaya Liga, fue la segunda división más alta en el fútbol soviético, debajo de la Primera División de la URSS. La liga estuvo activa 55 años de 1936 hasta 1991, tras la caída de la Unión Soviética.
Fue conocida como Grupo B, Grupo 2, Clase B y Clase A, grupo 2 antes de llamarse Primera Liga Soviética en 1971. El número de equipos participantes cambió significativamente durante la historia del fútbol soviético. Los años 1940-1970 consistía en varios grupos regionales. Los ganadores de cada grupo calificaban a las finales.

## Palmarés
| Temporada        | Ganador                                                                                            | Semifinalistas                                  | Notas                                           |
| ---------------- | -------------------------------------------------------------------------------------------------- | ----------------------------------------------- | ----------------------------------------------- |
| 1936 (primavera) | Dinamo Tiflis                                                                                      |                                                 |                                                 |
| 1936 (otoño)     | Serp i Molot Moscú                                                                                 |                                                 |                                                 |
| 1937             | Spartak Leningrad                                                                                  |                                                 |                                                 |
| 1938             | No se realizaron, fueron parte de la Súper Liga                                                    | No se realizaron, fueron parte de la Súper Liga | No se realizaron, fueron parte de la Súper Liga |
| 1939             | Krylya Sovetov Moscú                                                                               |                                                 |                                                 |
| 1940             | Krasnaya Zarya Leningrad                                                                           | FC Spartak Leningrad FC Stroitel Yuga Baku      |                                                 |
| 1941-44          | Cancelado por la Segunda Guerra Mundial                                                            | Cancelado por la Segunda Guerra Mundial         | Cancelado por la Segunda Guerra Mundial         |
| 1945             | Krylya Sovetov Kuybyshev                                                                           |                                                 |                                                 |
| 1946             | VVS Moscú                                                                                          |                                                 | Dos grupos                                      |
| 1947             | Lokomotiv Moscú                                                                                    |                                                 | Seis grupos                                     |
| 1948             | Lokomotiv Járkov                                                                                   |                                                 | Siete grupos                                    |
| 1949             | Spartak Tbilisi                                                                                    |                                                 | Seis grupos                                     |
| 1950             | VMS Moscú                                                                                          |                                                 |                                                 |
| 1951             | Kalinin city team                                                                                  |                                                 |                                                 |
| 1952             | Lokomotiv Járkov                                                                                   |                                                 | Tres grupos preliminares, dos finales de grupo  |
| 1953             | Dynamo Minsk                                                                                       |                                                 | Tres grupos preliminares, ocho finales de grupo |
| 1954             | Shakhtyor Stalino                                                                                  |                                                 | Tres grupos                                     |
| 1955             | Burevestnik Chisinau ODO Sverdlovsk                                                                |                                                 | Dos grupos                                      |
| 1956             | Spartak Minsk Krylya Sovetov Kuybyshev                                                             |                                                 | Dos grupos                                      |
| 1957             | Avangard Leningrad                                                                                 |                                                 | Cuatro grupos                                   |
| 1958             | SKVO Rostov-on-Don                                                                                 |                                                 | Seis grupos                                     |
| 1959             | Admiralteyets Leningrad                                                                            |                                                 | Siete grupos                                    |
| 1960             | Trud Vorónezh (RSFSR) Metalurh Zaporizhzhya (UkrSSR) Torpedo Kutaisi (otras repúblicas)            |                                                 | Nueve grupos                                    |
| 1961             | Krylya Sovetov Kuybyshev (RSFSR) Chornomorets Odesa (UkrSSR) Torpedo Kutaisi (otras repúblicas)    |                                                 | Diez grupos                                     |
| 1962             | Spartak Krasnodar (RSFSR) Trudovye Rezervy Lugansk (UkrSSR) Shakhtyor Karaganda (otras repúblicas) |                                                 | Diez grupos                                     |
| 1963             | Shinnik Yaroslavl                                                                                  | Trud Vorónezh Metalurh Zaporizhia               |                                                 |
| 1964             | Lokomotiv Moscú                                                                                    | SCA Odesa Pakhtakor Taskent                     | Dos grupos preliminares, dos finales de grupo   |
| 1965             | Ararat Yerevan                                                                                     | Kairat Alma-Aty Avanhard Járkov                 | Dos grupos preliminares, dos finales de grupo   |
| 1966             | Zorya Lugansk                                                                                      | Žalgiris Vilnius Politotdel Taskent             | Tres grupos                                     |
| 1967             | Dynamo Kirovabad                                                                                   | Shakhtar Karaganda SCA Kiev                     | Tres grupos                                     |
| 1968             | Uralmash Sverdlovsk                                                                                | Karpaty Lviv Irtysh Omsk                        | Cuatro Grupos                                   |
| 1969             | Spartak Ordzhonikidze                                                                              | Dnipro Dnipropetrovsk SKA Jabárovsk             | Cinco Grupos                                    |
| 1970             | Karpaty Lviv                                                                                       | Kairat Alma-Aty Dnipro Dnipropetrovsk           |                                                 |
| 1971             | Dnipro Dnipropetrovsk                                                                              | Lokomotiv Moscú Chornomorets Odesa              |                                                 |
| 1972             | Pakhtakor Taskent                                                                                  | Shakhtar Donetsk FC Chornomorets Odesa          |                                                 |
| 1973             | Chornomorets Odesa                                                                                 | Nistru Kishenev Lokomotiv Moscú                 |                                                 |
| 1974             | Lokomotiv Moscú                                                                                    | SKA Rostov/Donu Dinamo Minsk                    |                                                 |
| 1975             | Krylya Sovetov Kuybyshev                                                                           | Dinamo Minsk Torpedo Kutaisi                    |                                                 |
| 1976             | Kairat Almaty                                                                                      | Neftchi Baku Pakhtakor Taskent                  |                                                 |
| 1977             | Spartak Moscú                                                                                      | Pakhtakor Taskent Tavriya Simferopol            |                                                 |
| 1978             | Krylya Sovetov Kuybyshev                                                                           | SKA Rostov/Donu Dinamo Minsk                    |                                                 |
| 1979             | Karpaty Lviv                                                                                       | Kuban Krasnodar Pamir Dushanbe                  |                                                 |
| 1980             | Tavriya Simferopol                                                                                 | Dnipro Dnipropetrovsk Metalist Járkov           |                                                 |
| 1981             | Metalist Járkov                                                                                    | Torpedo Kutaisi Lokomotiv Moscú                 |                                                 |
| 1982             | Žalgiris Vilnius                                                                                   | Nistru Kishenev Kolos Nikopol                   |                                                 |
| 1983             | Kairat Almaty                                                                                      | SKA Rostov/Donu Fakel Vorónezh                  |                                                 |
| 1984             | Fakel Vorónezh                                                                                     | Torpedo Kutaisi SKA Karpaty Lviv                |                                                 |
| 1985             | Daugava Rīga                                                                                       | CSKA Moscú SKA Karpaty Lviv                     | Dos grupos prliminares, dos finales de grupo    |
| 1986             | CSKA Moscú                                                                                         | Guria Lanchkhuti Daugava Rīga                   |                                                 |
| 1987             | Chornomorets Odesa                                                                                 | Lokomotiv Moscú Daugava Rīga                    |                                                 |
| 1988             | Pamir Dushanbe                                                                                     | Rotor Volgograd CSKA Moscú                      |                                                 |
| 1989             | CSKA Moscú                                                                                         | Guria Lanchkhuti Kairat Alma-Aty                |                                                 |
| 1990             | Spartak Vladikavkaz                                                                                | Pakhtakor Teashkent Metalurh Zaporizhia         |                                                 |
| 1991             | Rotor Volgograd                                                                                    | Tiligul Tiraspol Uralmash Yekaterinburg         |                                                 |